# 4738 Jimihendrix
4738 Jimihendrix eller 1985 RZ4 är en asteroid i huvudbältet som upptäcktes den 15 september 1985 av den amerikanska astronomen David B. Goldstein vid Palomar-observatoriet. Den är uppkallad efter den amerikanske gitarristen Jimi Hendrix.
Asteroiden har en diameter på ungefär 8 kilometer. Den tillhör asteroidgruppen Eunomia.